# Трагопан
Трагопа́н (Tragopan) — рід куроподібних птахів родини фазанових (Phasianidae). Представники цього роду мешкають в Гімалаях і Китаї.

## Опис
Трагопани — це відносно великі, кремезної будови фазани. Середня довжина самців трагопанів становить 61—73 см, враховуючи хвіст завдовжки 18—34,5 см, середня довжина самиць становить 50—60 см, враховуючи хвіст завдовжки 16—20 см, самці важать 980—2150 г, самиці 900—1500 г. Трагопани мають округлі крила і клиноподібної форми хвіст, який складається з 18 стернових пер. Перші махові пера коротші десятих і значно коротші других, найбільш довгими є четверті й п'яті першорядні махові пера.
Трагопанам притаманний яскраво виражений статевий диморфізм. Самці мають яскраве забарвлення, переважно червоне, коричневе і чорне, на лапах у них є короткі шпори, а на голові з боків яскраві м'ясисті нарости, які можуть підніматися під час збудження. Самиці мають переважно коричневе забарвлення.
Трагопани живуть переважно в густих гірських лісах, на висоті від 1000 до 4000 м над рівнем моря. Вони зустрічаються парами, живляться переважно бруньками і листям, а також ягодами, насінням і комахами. Трагопани багато часу проводять на деревах, а також гніздяться на них, що є незвичним для фазанів. У кладці від 3 до 6 кремових яєць, поцяткованих коричневими плямками, інкубаційний період триває 28 днів.

## Види
Виділяють п'ять видів:
- Трагопан чорноголовий (Tragopan melanocephalus)
- Трагопан-сатир (Tragopan satyra)
- Трагопан сірогрудий (Tragopan blythii)
- Трагопан синьогорлий (Tragopan temminckii)
- Трагопан плямистий (Tragopan caboti)

## Етимологія
Наукова назва роду Tragopan походить від слова лат. tragopan — невідомий рогатий, фіолетовоголовий птах з Ефіопії, якого згадували Пліній Старший і Помпоній Мела, можливо, птах-носоріг.